# Tona (Santander)
Tona es un municipio en Santander, Colombia, forma parte de la provincia de Soto Norte.

## Toponimia
Lleva su nombre en memoria del cacique Tona, cuyos indios fueron destinados a las minas de Vetas y Suratá, dando origen a sus poblamientos urbanos. Por 1658 era una encomienda otorgada a Juan Rodríguez Suárez, futuro fundador de Mérida.

## División Político-Administrativa
Además de su cabecera municipal. Tona tiene bajo su jurisdicción los centros poblados:
- Berlín
- La Córcova
- Villaverde

## Historia
En el siglo XVIII solo existían tres casas de paja que hacían parte de la parroquia de Silos, cuyos indios fueron asignados por intermedio de la institución creada por los españoles en el periodo colonial y conocida como encomienda, algunos campesinos permanecían en las estancias cercanas, dedicados a la producción de víveres para los asentamientos mineros o para los transeúntes del camino real que de Bucaramanga conducía a Pamplona y Cúcuta y al puerto de Maracaibo.
En el año de 1786 los toneros se mostraron interesados en reedificar la vieja capilla. Al hecho anterior se sumó la extinción de la parroquia del pueblo de Vetas, quienes se mostraron más partidarios de asistir a misa a Tona que al pueblo de Silos, en 1787 los vecinos solicitaron el traslado de la capilla a un mejor sitio en donde se pudiera trazar un plano urbano alrededor de una plaza, está iniciativa no fructificó, pero en 1799 formalmente los toneros solicitan la creación de la parroquia. En 1806 se realizó una visita de inspección con el fin de determinar la capacidad de cumplimiento de la "congrua del cura", dicho proceso fue suspendido en 1810 debido a las gestas de la independencia y se reanudó en 1815 cuando el presbítero José María Villamizar presentó una propuesta de delimitación del nuevo territorio parroquial, para esa fecha se había construido la capilla, techada en teja, en un solar que los mismos Toneros habían comprado, lo mismo que la casa cural y la cárcel, y se había dejado un espacio de 86 varas en cuadro destinado a la plaza. Cumpliendo con creces la tarea de establecer una parroquia propia aparte de la de Silos. Este quedaría separado de Matanza por el alto de Las Cruces, y de esta cuchilla abajo hasta el morro de Mastique y la quebrada Honda. 
Del curato de Girón quedaría deslindando por el monte de El Murciélago, del de Piedecuesta por el sitio de las Vegas, de Guaca por el Alto de Asoque hasta la Calavera que lo separa de Silos. Para ese entonces ya estaba edificada la capilla de teja, la casa cural y la cárcel, ya existían 48 casas.
Nuevamente el 30 de febrero de 1822, con la firma de otra escritura donde se obligan a pagar "la congrua del cura y los estipendios", los señores Pedro Manuel Suárez, Domingo Delgado, Ignacio Pérez, Manuel García, Pedro Gómez y Francisco Layton, reabren en Pamplona el proceso. El 14 de septiembre de 1822, el vicepresidente de la República, Francisco de Paula Santander, firmó el decreto que creaba la parroquia de Tona, desagregándola de la parroquia de Silos. Pero la abierta oposición de los curas de Silos y de Matanza, y la negativa de la Curia a hacer la demarcación de la parroquia basándose en que dicha función era del gobierno de la época, frustraron una vez más los deseos de los Toneros de tener su propia parroquia, aunque para ese entonces ya contaba con 207 casas y 882 personas.
Los Toneros en 1832 vuelven a insistir, y esta vez, tras un penoso viaje, llegan a Santa Fe de Bogotá, y piden revisar el largo expediente, iniciado hace 36 años, su petición tiene eco en la fría Jerarquía Eclesial de la capital, y con la certificación de las buenas calidades urbanas de Tona dadas por el alcalde Cantonal de Bucaramanga y el párroco de Floridablanca, el arzobispo Herrera legitimó la erección gubernamental de la parroquia de Tona, condición que ha mantenido hasta hoy día. La creación como municipio se dio mediante el Decreto 1807 expedido por el general Reyes, Presidente de la República.

## Geografía
El municipio de Tona se encuentra localizado en el nororiente de la cuenca superior del río Lebrija, en la provincia de Soto Norte, departamento de Santander, a 7°15′ de Latitud Norte y 73°3′ Longitud oeste del meridiano de Greenwich. La cabecera municipal está ubicada a 37 km de Bucaramanga, a 1909 m s. n. m. y con una temperatura promedio de 18 °C. Un gran parte del municipio (más que 18 mil hectáreas) forma parte del páramo de Santurbán, fuente hídrica para Santander y Norte de Santander.
Tona está situado en el cordón magistral de la Cordillera Oriental. Corresponde esta región a la parte alta de la cordillera, que va marcando su eje y sirve al mismo tiempo de límite por el oriente a Santander y a Boyacá. Está constituida esta parte con piso del cretáceo mezclado con rocas ígneas y rocas metamórficas.

### Clima
| Parámetros climáticos promedio de Berlín, Tona, Santander. | Parámetros climáticos promedio de Berlín, Tona, Santander. | Parámetros climáticos promedio de Berlín, Tona, Santander. | Parámetros climáticos promedio de Berlín, Tona, Santander. | Parámetros climáticos promedio de Berlín, Tona, Santander. | Parámetros climáticos promedio de Berlín, Tona, Santander. | Parámetros climáticos promedio de Berlín, Tona, Santander. | Parámetros climáticos promedio de Berlín, Tona, Santander. | Parámetros climáticos promedio de Berlín, Tona, Santander. | Parámetros climáticos promedio de Berlín, Tona, Santander. | Parámetros climáticos promedio de Berlín, Tona, Santander. | Parámetros climáticos promedio de Berlín, Tona, Santander. | Parámetros climáticos promedio de Berlín, Tona, Santander. | Parámetros climáticos promedio de Berlín, Tona, Santander. |
| Mes                                                        | Ene.                                                       | Feb.                                                       | Mar.                                                       | Abr.                                                       | May.                                                       | Jun.                                                       | Jul.                                                       | Ago.                                                       | Sep.                                                       | Oct.                                                       | Nov.                                                       | Dic.                                                       | Anual                                                      |
| ---------------------------------------------------------- | ---------------------------------------------------------- | ---------------------------------------------------------- | ---------------------------------------------------------- | ---------------------------------------------------------- | ---------------------------------------------------------- | ---------------------------------------------------------- | ---------------------------------------------------------- | ---------------------------------------------------------- | ---------------------------------------------------------- | ---------------------------------------------------------- | ---------------------------------------------------------- | ---------------------------------------------------------- | ---------------------------------------------------------- |
| Temp. máx. abs. (°C)                                       | 20.2                                                       | 19.8                                                       | 27.5                                                       | 20.8                                                       | 17.4                                                       | 18.0                                                       | 16.0                                                       | 19.0                                                       | 16.4                                                       | 18.0                                                       | 16.8                                                       | 20.8                                                       | 27.5                                                       |
| Temp. máx. media (°C)                                      | 14.0                                                       | 14.2                                                       | 14.4                                                       | 13.9                                                       | 13.4                                                       | 12.4                                                       | 11.8                                                       | 12.4                                                       | 13.0                                                       | 13.1                                                       | 13.2                                                       | 13.5                                                       | 13.3                                                       |
| Temp. media (°C)                                           | 8.2                                                        | 8.4                                                        | 8.8                                                        | 9.0                                                        | 9.0                                                        | 8.5                                                        | 8.1                                                        | 8.4                                                        | 8.7                                                        | 8.8                                                        | 8.8                                                        | 8.4                                                        | 8.6                                                        |
| Temp. mín. media (°C)                                      | 1.6                                                        | 2.6                                                        | 3.7                                                        | 5.3                                                        | 5.7                                                        | 5.6                                                        | 5.1                                                        | 5.1                                                        | 5.1                                                        | 5.0                                                        | 4.5                                                        | 2.9                                                        | 4.4                                                        |
| Temp. mín. abs. (°C)                                       | -9.8                                                       | -9.8                                                       | -9.8                                                       | -8.0                                                       | -3.4                                                       | -6.0                                                       | -3.0                                                       | -2.6                                                       | -4.4                                                       | -2.0                                                       | -9.6                                                       | -11.0                                                      | -11.0                                                      |
| Lluvias (mm)                                               | 13                                                         | 29                                                         | 38                                                         | 92                                                         | 91                                                         | 58                                                         | 49                                                         | 62                                                         | 89                                                         | 96                                                         | 55                                                         | 23                                                         | 695                                                        |
| Días de lluvias (≥ )                                       | 6                                                          | 8                                                          | 11                                                         | 16                                                         | 18                                                         | 19                                                         | 20                                                         | 19                                                         | 17                                                         | 18                                                         | 14                                                         | 8                                                          | 174                                                        |
| Horas de sol                                               | 212                                                        | 168                                                        | 164                                                        | 119                                                        | 109                                                        | 101                                                        | 125                                                        | 129                                                        | 130                                                        | 123                                                        | 145                                                        | 195                                                        | 1720                                                       |
| Humedad relativa (%)                                       | 83                                                         | 83                                                         | 85                                                         | 87                                                         | 87                                                         | 88                                                         | 88                                                         | 87                                                         | 86                                                         | 86                                                         | 86                                                         | 85                                                         | 85.9                                                       |
| Fuente: Parámetros climáticos IDEAM 1 de junio de 2019     |                                                            |                                                            |                                                            |                                                            |                                                            |                                                            |                                                            |                                                            |                                                            |                                                            |                                                            |                                                            |                                                            |

### Límites del municipio
Limita al norte con los municipios de Charta y Vetas; al sur con Santa Bárbara, Piedecuesta y Floridablanca; al occidente con Bucaramanga, y al oriente con el departamento de Norte de Santander. Pertenece a la provincia de Soto Norte, tiene una extensión de 343 km² y se encuentra entre los 1.100 y los 3.700 m s. n. m., posee temperaturas medias entre los 6 y los 22 °C y precipitaciones entre 760 y 1.020 mm. Predominan los climas fríos a muy fríos, ubicado en las zonas de vida bosque húmedo premontano, bosque húmedo montano bajo y páramo andino.